# Sphagnum priceae
Sphagnum priceae är en bladmossart som beskrevs av H. Crum 2001. Sphagnum priceae ingår i släktet vitmossor, och familjen Sphagnaceae. Inga underarter finns listade i Catalogue of Life.